# Rock & Roll Rebels
Rock & Roll Rebels è un album in studio di John Kay & Steppenwolf, pubblicato nel 1987.

## Tracce
1. Give Me Life
2. Rock & Roll Rebels
3. Hold On (Never Give Up, Never Give In)
4. Man On A Mission
5. Everybody Knows You
6. Rock Steady (I'm Rough and Ready)
7. Replace the Face
8. Turn Out the Lights
9. Give Me News I Can Use
10. Rage

## Formazione
- John Kay – chitarra, voce
- Rocket Ritchotte – chitarra, cori
- Michael Wilk – tastiera, basso, programmazione
- Ron Hurst – batteria, cori